# Tassilo Festetics

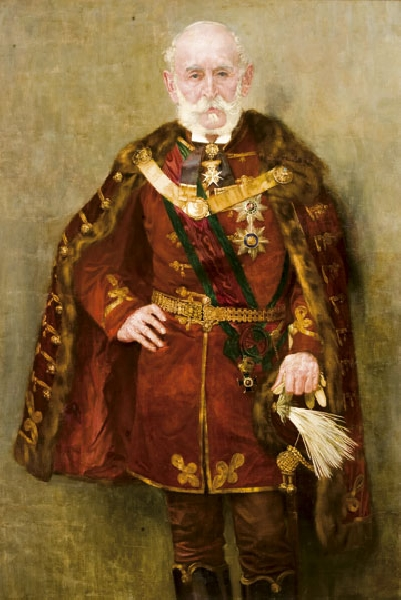
Tassilo Festetics, Gemälde von Bertalan Karlovszky

Tassilo Graf Festetics de Tolna (* 2. Juni 1813 in Wien; † 7. Februar 1883 in Petrovaradin) war ein österreichischer General der Kavallerie aus der Familie Festetics de Tolna.

## Herkunft
Tassilo Festetics war der Enkel des Landwirtschaftspioniers György Festetics. Seine Eltern waren der Graf Ladislaus Festetics von Tolna (* 1786; † 12. Mai 1846) und dessen Ehefrau die Prinzessin Josephine von Hohenzollern-Hechingen (* 14. Mai 1791; † 25. März 1856), Tochter von Hermann von Hohenzollern-Hechingen. Sein Bruder Georg (1815–1883) wurde Politiker und Minister.

## Leben
Er trat am 27. Januar 1834 als Unterleutnant in das Chevauxlegersregiment Nr. 2 ein. Am 3. Juni 1838 erhielt er die Kämmererwürde. Er nahm an einigen diplomatischen Missionen teil und wurde 1840 zum ersten Rittmeister ernannt. Am 15. Februar 1846 quittierte er den aktiven Dienst mit dem Charakter als Major.
Er nahm aber trotzdem im selben Jahr an der Niederschlagung des Krakauer Aufstands zum Feldmarschall-Lieutenant Graf Wrbna und 1849 am Feldzug in Italien teil, wo er dem FML d’Aspre zugeteilt wurde. Am 31. Juli 1849 trat er als Oberstleutnant wieder in den aktiven Dienst ein und kam zunächst zum Dragonerregiment (Windischgrätz). Aber schon am 30. September 1849 wurde er in das Husarenregiment Nr. 7 versetzt. Dort wurde er am 26. September 1850 zum Obersten ernannt und war bis zu seiner Ernennung zum Generalmajor am 25. Juli 1857 Regimentskommandeur.
Am 3. April 1858 erhielt er den Befehl über eine Brigade des 5. Armeekorps und führte diese in der Schlacht von Solferino. Dort verteidigte er die Höhen und das Kastell von Solferino, als die Franzosen Höhen westlich von Borgo Ravello besetzten, zog er sich planmäßig zurück. Für seine Leistung wurde er mit dem Orden der Eisernen Krone II. Klasse ausgezeichnet. Außerdem nahm er für ein Jahr Urlaub. Nach seiner Rückkehr wurde er am 17. November 1862 Kommandeur der im lombardisch-venetianischen Königreich stehenden Kavalleriedivisionen. Am 21. Januar 1864 wurde er zum Feldmarschallleutnant befördert. Am 18. Februar 1865 wurde er zweiter Inhaber des Kürassierregiments Nr. 2 und am 17. September desselben Jahres Kommandeur der Kavalleriedivision in Ödenburg.
Bei Ausbruch des Deutschen Kriegs 1866 erhielt er den Befehl über das 4. Armeekorps und führte es in der Schlacht bei Königgrätz, wo ihm ein Granatsplitter nach dem ersten Angriff einen Fuß abriss. Am 27. Juli 1866 verließ er auf eigenen Wunsch den aktiven Dienst (er ging in den supernumerären Stand).
Am 3. Oktober 1866 erhielt er das Großkreuz des Leopold-Ordens, am 15. August 1869 den Orden vom Goldenen Vlies. Er erhielt am 16. Dezember 1877 die Inhaberschaft des Dragonerregiments Nr. 2 sowie am 20. April 1879 den Titel eines Generals der Kavallerie.